# 十七年蟬
十七年蟬（Magicicada septendecim） 是原产于加拿大和美国的周期蝉，也是最大、生存地點最北面的周期蝉，生命周期为17年。 十七年蟬有紅色的眼睛和翅脉，腹部有宽大的橙色条纹。

## 生命周期
从卵子到成虫自然死亡的中位生命周期约为17年。然而，它们的生命周期可能在13年到21年之间。